# Kościół Matki Bożej Różańcowej w Gorzowie Wielkopolskim
Kościół pw. Matki Bożej Różańcowej w Gorzowie Wielkopolskim – kościół rzymskokatolicki należący do parafii Matki Bożej Różańcowej w Gorzowie Wielkopolskim, dekanatu Gorzów Wielkopolski – Chrystusa Króla, diecezji zielonogórsko-gorzowskiej, metropolii szczecińsko-kamieńskiej, zlokalizowany w Gorzowie Wielkopolskim, mieszczący się przy ulicy Strażackiej, w dzielnicy Siedlice.

## Historia
W latach 1785–1787 w centrum dawnej wsi, od 1977 dzielnicy miasta wybudowano świątynię będącą pod patronatem miasta Landsberga (niemiecka nazwa Gorzowa). Kościół został zbudowany systemem ryglowym.
W 1828 roku kościół ten został przebudowany, na jej miejscu został wzniesiony murowany, prosty, bezwieżowy budynek, otynkowany z trójkątnie zamkniętą absydą mieszczącą się przy fasadzie północno-wschodniej.
W 1904 roku została wybudowana latarnia i portal na osi szczytu fasady południowo-zachodniej.

### Po II wojnie światowej
21 października 1945 świątynia dostosowana już do wymogów liturgii rzymskokatolickiej została poświęcona jako świątynia filialna należąca do parafii Chrystusa Króla w Gorzowie.
W 1982 roku została utworzona tutaj samodzielna parafia, w związku z tym dobudowano do fasady północno-wschodniej małą zakrystię. W tym samym okresie zostało odnowione wnętrze i otynkowane zostały ponownie dwie fasady: wschodnia i południowa. Kościół zbudowany w stylu późnoklasycystycznym.

## Architektura
Kościół nieorientowany z prezbiterium zwróconym jest w stronę zachodnią (pierwotnie w stronę północno-wschodnią). Świątynia zbudowana jest z cegły, otynkowana. Kościół został wybudowany na planie prostokąta z małą, trójkątnie zamkniętą absydą na osi i czworokątną w rzucie zakrystią od strony północnej. Świątynia jest niewielka, zwarta, nakryta dachem naczółkowym pokrytym dachówką zakładkową. W części wschodniej dachu znajduje się wieżyczka na sygnaturkę o konstrukcji drewnianej, pokryta blachą ocynkowaną, zwieńczona wysmukłym dachem wieżowym. Wnętrze jest nakryte stropem belkowym wykonanym z drewna. Przy wschodniej ścianie kościoła mieści się empora organowa wykonana z drewna.

## Wyposażenie
Wyposażenie kościoła jest bardzo skąpe. Należą do niego: komplet ławek o historyzujących formach z początku XX wieku, w oknach absydy 3 witraże z motywami roślinno-geometrycznymi w kształcie bordiur. W oknie środkowym umieszczony jest witraż figuralny z obrazem „Chrystusa w mandorli” w czerwonym płaszczu na tle błękitnego nieba i zielonej trawy.